# 欧布尔丹
欧布尔丹（法語：Haubourdin，法語發音：[obuʁdɛ̃]）是法国上法蘭西大區北部省的一个市镇，位于该省中部偏西北，省会里尔市区西南，属于里尔区和里尔欧洲都会区。

## 地理
欧布尔丹（50°36'33"N, 2°59'13"E）面积5.31 平方千米，位于法国上法蘭西大區北部省，该省份为法国最北部的省份及最长的省份，西北濒北海，西接加来海峡省，南至埃纳省和索姆省，东与比利时接壤。
与欧布尔丹接壤的市镇（或旧市镇、城区）包括：瑟克丹、桑特、埃姆兰、阿莱讷莱欧布尔丹、乌普兰-昂夸讷、洛斯、努瓦耶勒莱瑟克兰。
欧布尔丹的时区为UTC+01:00、UTC+02:00（夏令时）。

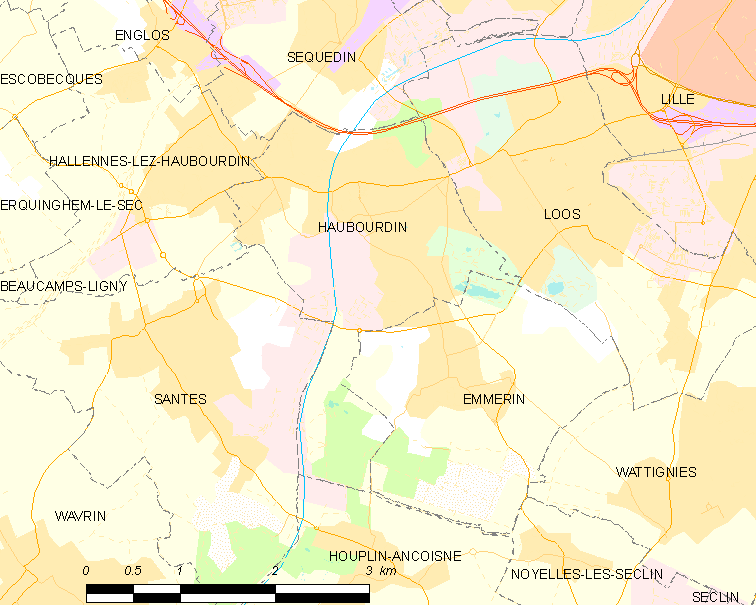
欧布尔丹的OSM定位图

## 行政
欧布尔丹的邮政编码为59320，INSEE市镇编码为59286。

## 政治
欧布尔丹所属的省级选区为法什-蒂梅尼勒县。

## 人口

1962-2008年间欧布尔丹人口变化图示

欧布尔丹于2022年1月1日时的人口数量为14922人。